# Rafah
Rafah is een Palestijnse stad in de Gazastrook, sinds 1948 voor een groot deel ook vluchtelingenkamp, maar ook een grensplaats in Egypte. Rafah is een van de belangrijkste steden in de Gazastrook. Rafah is de hoofdstad van het Gouvernement Rafah en ligt ongeveer 30 kilometer ten zuiden van de stad Gaza.
In 1982 is de oorspronkelijke stad Rafah gesplitst en ligt er ook een stad Rafah in Egypte. De twee steden zijn gescheiden door de barrière tussen Egypte en de Gazastrook. Het centrum van de stad is bovendien gesloopt waardoor een bufferzone werd gevormd.. De Arabische naam wordt uitgesproken als Rafach; de Hebreeuwse naam is Rafiach.

## Inwoners
In 2007 had Rafah 121.710 en anno 2016 164.000 inwoners. In het vluchtelingenkamp (Rafah Camp) verbleven in 2007 34.025 en anno 2016 46.541 vluchtelingen.

## Geschiedenis
In de oudheid heette de stad Raphia. In oude Egyptische bronnen wordt de stad vermeld; rond 1300 v.Chr. als Rph. Het ligt op de route langs de Middellandse Zee van Palestina naar Egypte. In 721 v.Chr. werd de stad diverse keren veroverd door achtereenvolgend Assyrië, Egypte en Gaza. De Assyriërs staken de stad in brand en deporteerden de inwoners. Verschillende bevolkingsgroepen hebben er sindsdien gewoond. Er was een heiligdom van Dionysus en Isis. Het heeft enkele bloeiperiodes gekend. Zoals de meeste steden in dat gebied had het oude Rafah een losplaats aan de kust, nu Tell Rafah genoemd, terwijl de eigenlijke plaats in het binnenland lag. Bij Rafah bevinden zich archeologische plaatsen.

### Tijdens oorlogen met Israël

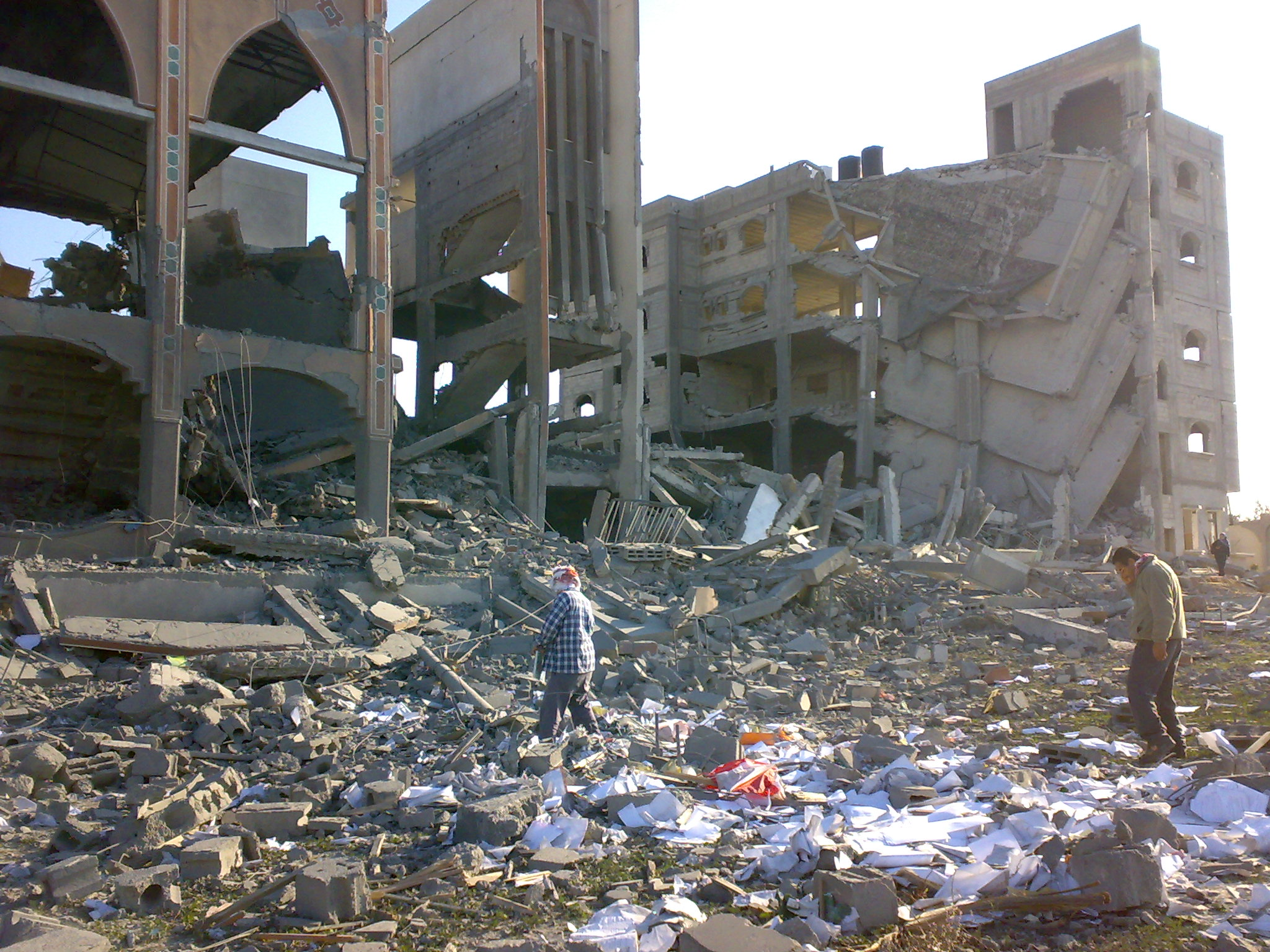
Associatie voor weeskinderen in Rafah met moskee, computercentrum en school voor 500 kinderen, gebombardeerd door Israël, 12 januari 2009

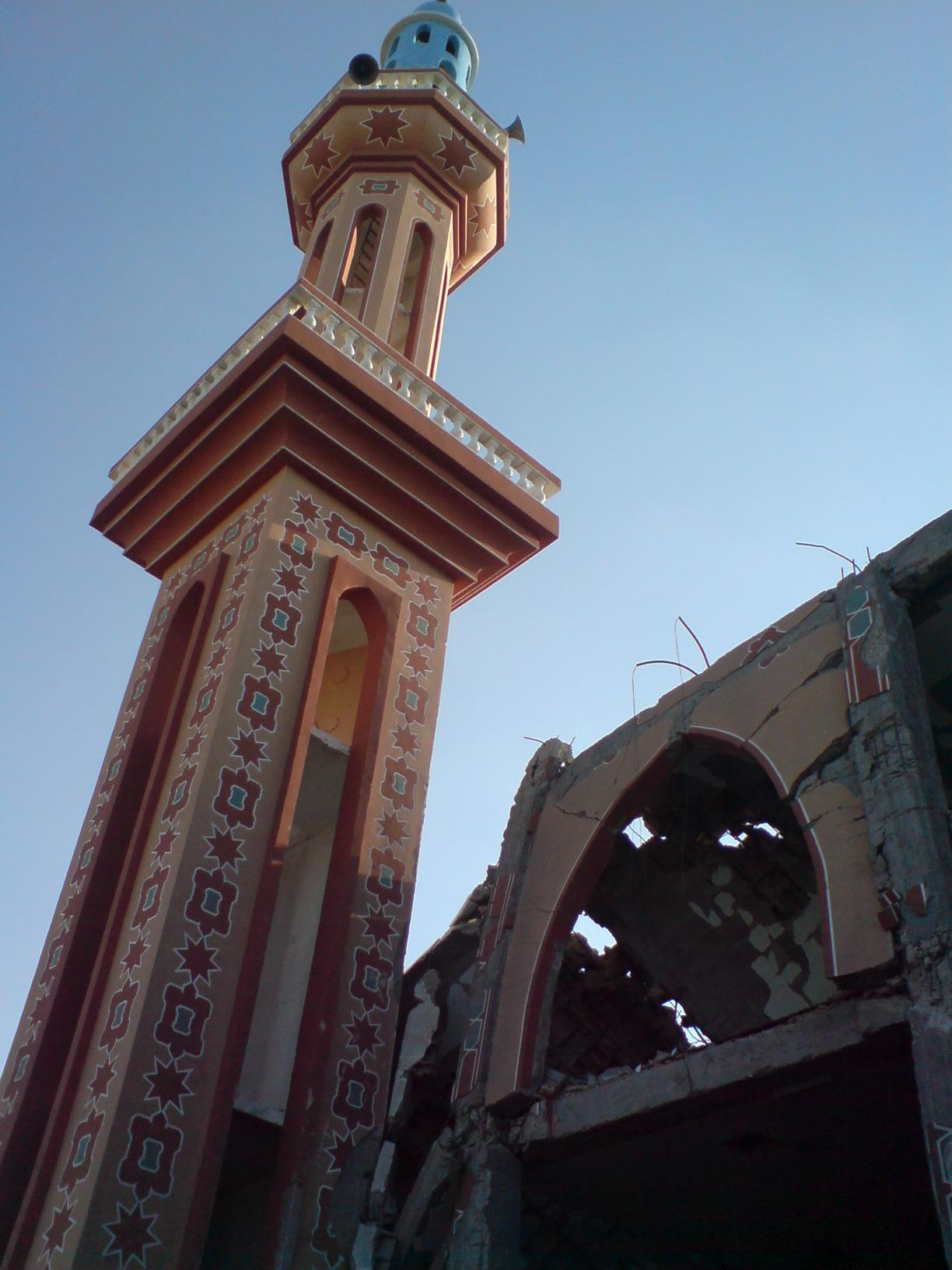
Verwoeste moskee, 12 januari 2009

Uit een, als geheim geclassificeerd, Israëlisch document van 9 juli 1969, blijkt dat na de Zesdaagse Oorlog van 1967 rond Rafah 20.000 dunams voor militaire doeleinden waren geconfisqueerd. Ongeveer 500 bedoeïenenfamilies, die in dat gebied woonden en het land bewerkten, werden geëvacueerd. In de woonunits, die er schijnbaar naartoe gebracht werden voor de Nahal-brigade, werden twee of drie Israëlische nederzettingen gevestigd.
Rafah heeft zwaar te lijden gehad onder de conflicten tussen Israël en de Hamasbeweging, waarbij Israël de Gazastrook aanviel na raketaanvallen vanuit Gaza op Israël. In 2005 had Israël zich teruggetrokken uit de Gazastrook en kreeg Rafah een grensovergang naar Egypte. Na de machtsovername in 2007 door Hamas werd de grensovergang door Egypte gesloten. Een deel van de bebouwing direct aan de grens was al eerder gesloopt.
Tijdens het conflict met Israël in 2008-2009 waren er meerdere bombardementen op doelen in Rafah. 
In de nacht van 17-18 juli 2014, tijdens de militaire 'Operatie Protective Edge' (Conflict in de Gazastrook 2014), voerde Israël een grondoperatie uit met als doel de tunnels die daar geconstrueerd waren te vernietigen. 
Op 1 augustus werd een humanitaire wapenstilstand van 72 uur overeengekomen tussen Israël en Hamas om duizenden ontheemde Palestijnen de gelegenheid te geven naar hun huizen terug te keren. Nadat in Rafah een Israëlische soldaat op patrouille na confrontatie met Hamas gevangengenomen en in een tunnel meegenomen was, startte Israël op die dag, 1 augustus 2014, hevige luchtbombardementen op Rafah die vier dagen aanhielden. Daarbij werden tussen 135 en 200 burgers gedood, velen verwond en honderden huizen en andere gebouwen verwoest en beschadigd. Op 3 augustus werd nog een V.N.-school gebombardeerd waarbij 10 doden vielen. Die dag werd bekend als 'Zwarte Vrijdag".

### Smokkel
Via deze grensplaats is veel gesmokkeld vanuit Egypte. Sinds de militaire en daarmee economische blokkade van de Gazastrook door de staat Israël is dit toegenomen en vond smokkel van goederen en wapens via tunnels onder de barrières plaats. Ook werden er via tunnels onder de Israëlische afscheidingsbarrière terroristen van Hamas Israël binnengesmokkeld. In verschillende conflicten heeft het Israëlische leger hiertegen zware militaire acties ondernomen.
Sinds oktober 2014 neemt ook Egypte maatregelen. De smokkel van wapens en soldaten vond plaats door tunnels die onder de grens door tot in het Egyptische schiereiland Sinaï liepen. Als gevolg hiervan besloot president Abdel Fattah al-Sisi tot het creëren van een bufferzone in het Egyptische Rafah. Hij liet 10.000 mensen verhuizen om een strook te creëren die een met water gevulde gracht moet worden. Langs de grensplaats heeft de regering al-Sisi complete woonwijken verwoest. Mensenrechtenorganisaties als Human Rights Watch hebben in het rapport Omzien naar een ander vaderland hun kritiek hierover geuit.

## Luchthaven
Zoals in de Oslo-akkoorden in 1993 was overeengekomen werd met 86 miljoen dollar van buitenlandse fondsen een internationale luchthaven gebouwd, ten zuidoosten van Rafah. Het zou als basis dienen voor de "Palestinian Airways". In 1998 werd de luchthaven door de Amerikaanse president Bill Clinton geopend. Israël hield er echter de volledige (militaire) controle over. Enkele jaren later, tijdens de tweede Intifada, werd de luchthaven door Israël gebombardeerd.